# Desplaçament cap al roig

Desplaçament cap al roig de les línies espectrals en l'espectre visible d'un supercúmul de galàxies distants (dreta), comparat amb el del Sol (esquerra). La longitud d'ona s'incrementa cap al vermell i més enllà.

Desplaçament cap al roig o al blau en funció del moviment relatiu entre l'objecte emissor i l'observador.

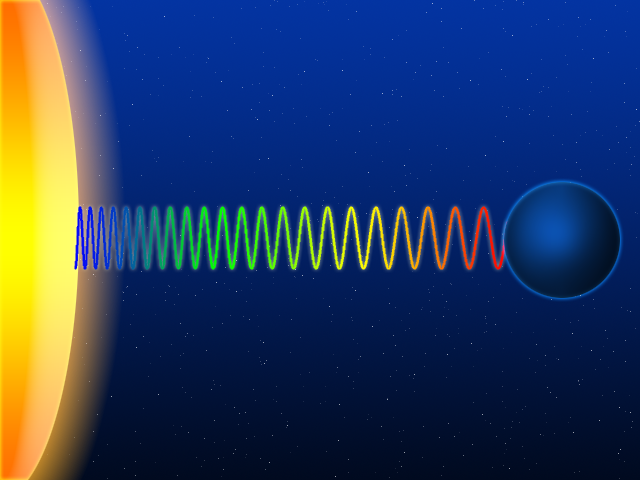
Figura il·lustrant el desplaçament cap al roig de tipus gravitacional.

En física, el desplaçament cap al roig o decalatge cap al roig (en anglès, redshift) designa el desplaçament de la llum o altra radiació electromagnètica cap a una longitud d'ona major, o cap a l'extrem roig de l'espectre, i sovint se'l designa amb la lletra z. En aquest context, independentment de si la radiació es troba o no en la part visible de l'espectre, "més vermell" es refereix a una longitud d'ona major -equivalent a una freqüència menor i una menor energia del fotó, en concordança amb les teories ondulatòria i quàntica de la llum.
Alguns d'aquests desplaçaments són exemples de l'efecte Doppler, similar al canvi de to de la sirena d'una ambulància en apropar-se o allunyar-se. El desplaçament cap al roig es dona sempre que la font emissora de llum s'allunya de l'observador. Un altre tipus de desplaçament és el desplaçament cap al roig cosmològic, que es dona per l'expansió de l'Univers. Així, fonts prou llunyanes (típicament diversos anys llum) mostren un desplaçament cap al roig corresponent a la ràtio de l'increment de la seva distància amb la Terra. Finalment, el desplaçament cap al roig gravitatori és un efecte relativista que s'observa en la radiació quan aquesta surt de camps gravitatoris intensos.
De manera similar, un decreixement de la longitud d'ona s'anomena desplaçament cap al blau o decalatge cap el blau i típicament s'observa quan la font emissora de llum s'acosta a l'observador o quan la llum entra en camps gravitatoris intensos.
Existeixen diverses fórmules matemàtiques per al càlcul del desplaçament cap al roig que s'empraran en funció del marc físic del fenomen a estudiar. Tenim, per exemple, la fórmula per al desplaçament cap al roig en relativitat especial (i la seva aproximació clàssica), vàlida quan considerem un espaitemps pla. Ara bé, en l'estudi de forats negres o bé en les teories cosmològiques com el Gran Esclat, cal fer ús de la relativitat general per tal de calcular el desplaçament cap al roig.
A més del desplaçament cap al roig, hi ha altres processos físics capaços d'alterar la freqüència de la radiació, com podrien ser la dispersió de la llum o efectes òptics. No obstant això, els canvis que puguin produir en la freqüència són distingibles del desplaçament cap al roig intrínsec i rarament s'hi refereixen com a desplaçament cap al roig.

## Formulació
En la relativitat general, hom pot derivar diverses fórmules per al desplaçament cap al roig que són vàlides sota certes geometries de l'espaitemps que poden considerar-se com a "casos especials". Aquests casos particulars es troben resumits a la taula que hi ha a continuació:
| Tipus de desplaçament cap al roig | Geometria                                                                   | Fórmula |
| --------------------------------- | --------------------------------------------------------------------------- | --- |
| Efecte Doppler relativista        | Espai de Minkowski (flat spacetime)                                         | {\displaystyle 1+z=\gamma \left(1+{\frac {v_{\parallel }}{c}}\right)} {\displaystyle z\approx {\frac {v_{\parallel }}{c}}} per a {\displaystyle v} petita {\displaystyle 1+z={\sqrt {\frac {1+{\frac {v}{c}}}{1-{\frac {v}{c}}}}}} per a moviments completament en la direcció radial. {\displaystyle 1+z={\frac {1}{\sqrt {1-{\frac {v^{2}}{c^{2}}}}}}} per a moviments completament en la direcció transversal. |
| Transroig cosmològic              | Mètrica de FLRW (univers en expansió)                                       | {\displaystyle 1+z(t)={\frac {a_{\mathrm {0} }}{a(t)}}} |
| Transroig gravitatori             | Qualsevol espaitemps estacionari (per exemple, la mètrica de Schwarzschild) | {\displaystyle 1+z={\sqrt {\frac {g_{tt}({\text{obs}})}{g_{tt}({\text{font}})}}}} {\displaystyle 1+z={\sqrt {\frac {1-{\frac {2GM}{c^{2}r_{\text{obs}}}}}{1-{\frac {2GM}{c^{2}r_{\text{font}}}}}}}} per l'espaitemps de Schwarzschild, |

### Efecte Doppler
Si una font emissora de radiació electromangnètica s'allunya de l'observador, es produeix un desplaçament cap al roig ({\displaystyle z>0}) i si aquesta s'apropa a l'observador, es produeix un desplaçament cap el blau ({\displaystyle z<0}). Aquest efecte és vàlid per a qualsevol ona electromagnètica i s'explica mitjançant l'efecte Doppler. Per aquest motiu, a aquest tipus de desplaçament cap al roig se l'anomena desplaçament cap al roig Doppler. Si la velocitat a la qual es mou la font és molt petita (comparada amb la velocitat de la llum), {\displaystyle v<<c}, llavors el règim clàssic és vàlid i el desplaçament cap al roig es pot calcular segons:
{\displaystyle z\approx {\frac {v_{\parallel }}{c}}}
en què {\displaystyle c} és la velocitat de la llum.
Si fem un tractament més complex de l'efecte Doppler considerant efectes relativistes associats a moviments de la font a velocitats properes a la de la llum, llavors la fórmula anterior s'ha de modificar afegint-hi el factor de Lorentz, {\displaystyle \gamma }, a la fórmula clàssica segons:
{\displaystyle 1+z=\left(1+{\frac {v_{\parallel }}{c}}\right)\gamma }.
Si designem {\displaystyle \theta } com l'angle que hi ha entre la línia de visual i la velocitat de la font, en aquesta expressió podem escriure explícitament la dependència en l'angle en la fórmula del desplaçament cap al roig:
{\displaystyle 1+z={\frac {1+v\cos(\theta )/c}{\sqrt {1-v^{2}/c^{2}}}}}.
En particular tenim que, per a moviments en la línia de visual (o en la direcció radial), {\displaystyle \theta =0} l'equació se simplifica segons:
{\displaystyle 1+z={\sqrt {\frac {1+v/c}{1-v/c}}}},
i per a moviments en la direcció transversal,
{\displaystyle 1+z={\frac {1}{\sqrt {1-v^{2}/c^{2}}}}}.

### Expansió de l'Univers
A principis del segle xx, l'astrònom Edwin Hubble va descobrir una correlació entre la distància d'una galàxia i el seu desplaçament cap al roig: com més allunyada la galàxia, més gran el seu desplaçament cap al roig. Poc temps després, els teòrics van veure que aquestes observacions podien ser descrites per a un mecanisme diferent que produís el desplaçament cap al roig observat. La llei de Hubble de la correlació entre desplaçament cap al roig i distància és necessària per als models cosmològics derivats de la teoria de la relativitat general que presenten una expansió de l'espaitemps. En conseqüència, els fotons que es propaguen en un espaitemps en expansió pateixen un desplaçament cap al roig cosmològic. El desplaçament cap al roig cosmològic és essencialment diferent del produït per l'efecte Doppler, ja que el seu origen no es correspon amb la velocitat relativa entre emissor i receptor, sinó en l'expansió del mateix espaitemps i ve regit pel denominat factor d'escala {\displaystyle a}
{\displaystyle 1+z={\frac {a_{0}}{a(t)}}},
en què {\displaystyle a_{0}} és el factor d'escala avui dia i {\displaystyle a(t)} el factor d'escala de quan es va emetre la llum.

### Desplaçament cap al roig gravitatori
En la teoria de la relativitat general, hi ha una dilatació temporal en camps gravitatoris intensos. Aquesta dilatació temporal produeix un desplaçament cap al roig gravitatori en la radiació que travessa el camp gravitatori. De la solució de Schwarzschild i de les equacions d'Einstein, es pot deduir la fórmula següent per al càlcul del desplaçament cap al roig gravitatori, vàlida per a fotons travessant un cap gravitatori produït per una massa no carregada, irrotacional i esfèricament simètrica:
{\displaystyle 1+z={\frac {1}{\sqrt {1-{\frac {2GM}{rc^{2}}}}}}},
en què 
- G és la constant de la gravitació
- M és la massa de l'objecte que crea el camp gravitatori
- r és la distància a la massa M
- c és la velocitat de la llum

A escales terrestres, el desplaçament cap al roig gravitatori és un efecte molt petit que, tanmateix, es pot mesurar des de la Terra fent ús de l'efecte de Mössbauer i va ser observat en primera instància en l'experiment de Pound-Rebka. Això no obstant, l'efecte creix i és més important com més gran sigui la massa de l'objecte que genera el camp gravitatori. En particular, prop de l'horitzó d'esdeveniments d'un forat negre, aquest efecte tendeix a infinit.

## Història
La història del desplaçament cap al roig va començar amb el desenvolupament al segle xix de la mecànica ondulatòria i l'estudi del fenomen associat amb l'efecte Doppler, un efecte anomenat així després que Christian Andreas Doppler oferís la primera explicació física coneguda per al fenomen el 1842. La hipòtesi va ser provada i confirmada mitjançant ones sonores pel científic neerlandès Christophorus Buys Ballot en 1845. Doppler va predir correctament que el fenomen hauria d'aplicar-se a totes les ones i en particular va suggerir que la variació dels colors de les estrelles podia ser atribuïda al seu moviment respecte a la Terra. Mentre que aquesta atribució va acabar sent incorrecta (els colors de les estrelles són indicadors de la temperatura, no del moviment), Doppler seria posteriorment reivindicat per la verificació d'observacions del decalatge al vermell.
El primer desplaçament cap al roig Doppler va ser descrit en 1848 pel físic francès Hippolyte Fizeau, que va indicar que el desplaçament observat en les línies espectrals de les estrelles era a causa de l'efecte Doppler. Per això l'efecte és anomenat algunes vegades «efecte Doppler-Fizeau». En 1868 l'astrònom britànic William Huggins va ser el primer a determinar la velocitat d'una estrella que s'allunyava de la Terra mitjançant aquest mètode.
En 1871 el desplaçament cap al roig òptic es va confirmar quan el fenomen va ser observat a les línies de Fraunhofer utilitzant la rotació solar, a uns 0.1 Å del vermell. El 1901 Aristarj Belopolski va verificar el desplaçament cap al roig òptic al laboratori utilitzant un sistema de rotació especular.
La primera aparició de l'expressió «desplaçament cap al roig» a la literatura científica va ser deguda a l'astrònom nord-americà Walter Sidney Adams el 1908, on esmenta «dos mètodes de recerca de la naturalesa del desplaçament cap al roig nebular».
Començant amb les observacions en 1912, Vesto Slipher va descobrir que moltes nebuloses espirals tenien considerables desplaçaments cap al roig. Posteriorment Edwin Hubble va descobrir una relació aproximada entre el desplaçament al vermell de tals «nebuloses» (ara conegudes com a galàxies) i la distància a elles amb la formulació de la seva epònima llei de Hubble. Aquestes observacions van corroborar el treball d'Alexander Friedmann de 1922, en què va trobar les famoses equacions de Friedmann, demostrant, que l'Univers podia expandir-se i va presentar la velocitat d'expansió en aquest cas. Avui són considerades fortes proves per a un Univers en expansió i la teoria del big-bang.